# Limnephilus challisa
Limnephilus challisa är en nattsländeart som beskrevs av Donald G. Denning 1958. Limnephilus challisa ingår i släktet Limnephilus och familjen husmasknattsländor. Inga underarter finns listade i Catalogue of Life.